# Sugardaddy (relatie)
Een sugardaddy is een relatievorm die wordt gekenmerkt door een oudere meer welgestelde partner die een jongere partner voorziet in vaak financiële giften. In een omgekeerde situatie waarin een welgestelde vrouw een jongere man financieel ondersteunt, spreekt men van een sugarmommy. De persoon die de goederen ontvangt wordt een sugarbaby genoemd.
De term sugar verwijst hier vaak naar financiële middelen, maar kan ook betekenen dat de oudere persoon voorziet in cadeautjes of andere diensten voor de jongere partner.

## Beschrijving
Sugardaddy's zijn meestal mannen die een langdurige, niet per se seksuele relatie onderhouden met veelal jongere vrouwen voor het vergeven van financiële of materiële beloningen, vaak in ruil voor tijd, gezelschap en/of aandacht.
Het fenomeen van een sugardaddy als weldoener bestaat al langer. Zo zijn er voorbeelden bekend uit de negentiende eeuw van ongetrouwde vrouwen die in ruil voor gezelschap in hun levensonderhoud werden voorzien door mannen. De Engelse term sugar daddy werd voor zover bekend voor het eerst genoemd in de jaren twintig van de twintigste eeuw.
Grenzen tussen vormen van prostitutie zijn meestal niet duidelijk aanwezig. In gevallen van prostitutie draait het met name om een kortdurende seksuele handeling in ruil voor contant geld. De middelen van een sugardaddy kunnen bijvoorbeeld ook bestaan uit levensonderhoud, de kosten voor schoolgeld of introductie binnen bepaalde sociale of zakelijke kringen.
Het helpen van een sugarbaby om iets te bereiken of het ondersteunen in iemands carrière, maar ook het samenzijn met een jongere vrouw wordt vaak genoemd door sugardaddy's als reden voor een sugardate. Daarnaast kunnen verwachtingen van de relatie vanaf het begin duidelijk worden gemaakt.
Sugardating is vanaf midden jaren 2010 gegroeid qua populariteit in onlinedating vanwege de laagdrempelige toegang tot bepaalde niches en verlangens.
In de Nederlandse taal wordt de uitdrukking suikeroom eerder toegepast op een persoon voor het ontvangen van een hoge financiering of subsidie, een weldoener of sponsor, of een rijk familielid van wie men een erfenis verwacht.